# Gmina Łęki Szlacheckie
Die Gmina Łęki Szlacheckie ist eine Gemeinde mit Verwaltungssitz im gleichnamigen Ort im Powiat Piotrkowski der polnischen Woiwodschaft Łódź. 

## Ortsteile
Zur Landgemeinde Łęki Szlacheckie gehören 19 Ortsteile mit einem Schulzenamt:
Adamów
Bęczkowice
Cieśle
Dobrenice
Dobreniczki
Dorszyn
Felicja
Górale
Huta
Lesiopole
Łęki Szlacheckie
Ogrodzona
Piwaki
Podstole
Teklin
Tomawa
Trzepnica I
Trzepnica II
Żerechowa
Weitere Ortschaften der Gemeinde sind:
Antonielów
Bęczkowice Poduchowne
Dąbie Dobreńskie
Dąbie Podstolskie
Dąbrowa
Dobrenice (kolonia)
Gortatowiec
Ignaców Szlachecki
Ignaców Szlachecki (kolonia)
Janów
Jawora
Jelica
Jeżówka Piwakowska
Kolonia Tomawa
Kolonia Trzepnica
Kolonia Żerechowa
Kuźnica Żerechowska
Majdany
Nakielniki
Niwy
Nowa Huta
Ogrodzona (kolonia)
Olszyny
Piwatki
Reducz
Stanisławów
Trzciniec
Wydryniwa
Wygoda
Wykno